# Remi Odajima
Remi Odajima (jap. 小田嶋怜美 Odajima Remi; ur. 1993) – japońska lekkoatletka, tyczkarka.

## Osiągnięcia
- srebrny medal azjatyckich igrzyskach młodzieży (Singapur 2009)
- 2. miejsce w azjatyckich kwalifikacjach do igrzysk olimpijskich młodzieży oraz 6. miejsce w finale tych igrzysk (Singapur 2010)

## Rekordy życiowe
- skok o tyczce (stadion) – 3,81 (2010)